# 광암항 (창원시)
광암항(光巖港)은 경상남도 창원시 마산합포구 진동면 요장리에 있는 어항이다. 1991년 1월 1일 국가어항으로 지정되었다. 관리청은 해양수산부 동해어업관리단, 시설관리자는 창원시장이다.

## 연혁
- 광암항은 1991년에 국가어항으로 지정되어 1993년 기본시설에 대한 계획을 수립한 후 태봉천 하구와 광암해수욕장 사이에 조성된 공유수면 매립지에 들어섰다.
- 2009년에 방파제, 방파호안, 돌제방파제, 물양장 등이 잘 갖추어진 어항으로 공사가 완료되었다.

## 어항구역
본 항의 어항구역은 다음과 같다.
- 수역[1]
  - 기존 매립지 동측 모서리 끝단에서 정남서(S45。W) 방향으로 450m 점(해상)에서 직각으로 200m (해상)을 연결한 이점에서 내측각 150。로 580m 점(해상)에서 90。로 육지와 각각 연결하는 선을 따라 형성된 공유수면
- 육역[2]
  - 경상남도 마산시 진동면 요장리 233-40 외 13필지(상세내역은 생략)

## 특색
- 주요 어종으로는 도다리, 붕장어, 전어, 꽁치, 대구, 물메기 등이며 항내 활어를 모두 취급하는 수협 위판장이 들어서 있어서 어민들이 어획물을 출하하거나 판매하기가 용이하다.
- 광암항 앞 바다인 진동만은 대한민국 최대의 미더덕 생산지이다. 전국 생산량의 약 70%가 진동만 일대에서 양식된다. 맛이 독특하고 씹히는 소리와 함께 입안 가득히 퍼지는 향이 일품인 미더덕이 인기를 끌기 시작한 것은 마산에서 전국으로 퍼져나간 아귀찜에서다. 그 이후로 미더덕의 수요가 폭발적으로 증가하면서 1999년부터는 아예 양식품종으로 지정되어 합법적인 미더덕 양식이 시행되었다. 광암항 일대에서는 매년 봄철마다 미더덕을 테마로 한 '마산 진동 불꽃낙화·미더덕축제가 열린다.

## 축제
- 2009년 4월 19일부터 이틀간 마산 진동 광암항 일원에서 '제5회 마산 진동 불꽃낙화·미더덕 축제'가 개최됐다.[3]